# 哈雷战役
在1806年10月17日的哈雷战役中，法国元帅让-巴蒂斯特·贝尔纳多特率领的法军与符腾堡公爵欧根·腓特烈率领的普鲁士战备军交战，法军成功击败了普鲁士军队，迫使普鲁士人在遭受重创后向东北撤退至德绍。此次战役发生在拿破仑战争的第四次反法同盟中，哈雷位于莱比锡西北约30公里的萨勒河畔。
1806年10月14日，法国皇帝拿破仑一世率法军入侵萨克森选侯国，并两次击溃普鲁士-萨克森军队。随着被击败的普军向后方溃逃，贝尔纳多特元帅的军队向北行进，并在哈雷遇到了符腾堡公爵欧根·腓特烈的后备部队，该部没有参加过任何战役。战斗开始时，法军两个师冲过城市西侧位于萨勒河上的桥梁，法军击溃了一支薄弱的防御力量并迅速占领了这座城市。

当天晚些时候，贝尔纳多特的军队袭击了位于城市东南部的普军后备部队。普鲁士人被赶出阵地，向东北逃离。在这场交战中，贝尔纳多特的第三师包围并俘虏了一个被孤立在城市西侧的普鲁士团。至此，易北河以西为数不多的整编普鲁士军队之一被彻底瘫痪。

## 背景

### 政治背景
拿破仑于1805年12月2日的奥斯特里茨战役中取得决定性胜利，影响了欧洲的力量平衡。此后，神圣罗马帝国皇帝弗朗茨二世向拿破仑求和，俄罗斯沙皇亚历山大一世将俄军残兵撤出奥地利领土，结束了第三次反法同盟战争。而普鲁士在外交上处于不利地位，因为战争结束时普鲁士的使者豪格维茨正在准备向拿破仑发出最后通牒，而拿破仑第一时间得知了这一事件。

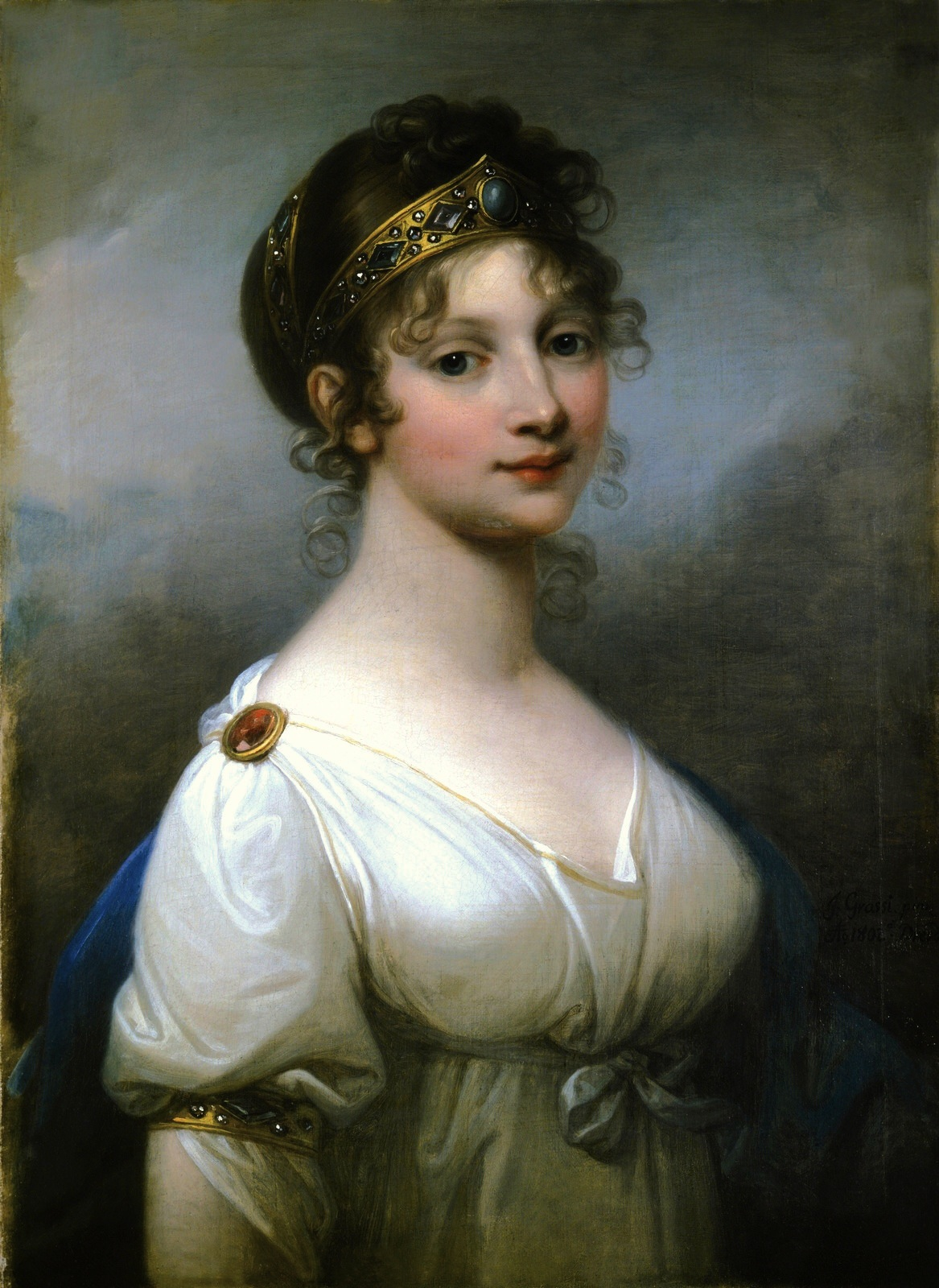
普鲁士的路易丝王后

1806年2月，拿破仑向胆怯的普鲁士施压，迫使其将几块领土交给法国及其盟友，以换取先前被法国占领的汉诺威。该协议促使普鲁士与英国决裂。
拿破仑在战争结束后开始重塑欧洲的政治面貌。他于7月25日创建了莱茵邦联，任命哥哥约瑟夫·波拿巴为新征服的那不勒斯王国国王，弟弟路易·拿破仑成为荷兰王国国王，继子欧仁·德·博阿尔内成为意大利王国总督。然后他将汉诺威送给英国以换取和平，这激怒了普鲁士。
普鲁士宫廷的主和派豪格维茨被放逐，再加上他的皇后，梅克伦堡-施特雷利茨的路易丝的不断教唆，普鲁士国王腓特烈·威廉三世决定对法兰西第一帝国宣战。普鲁士军队动员了171,000人，但这支军队在过去十年中没有参加过任何一场战事，此时已严重与时代脱节。

### 军队

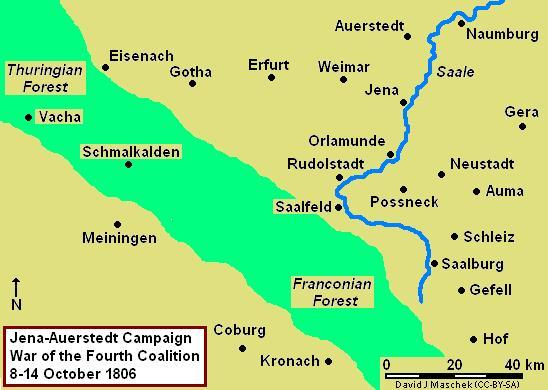
耶拿-奥尔施泰特会战，1806年10月8日至14日

随着普鲁士军队进入萨克森选侯国，约20,000名萨克森士兵加入到他们的军队中。联军在不伦瑞克公爵卡尔·威廉·斐迪南、霍恩洛厄-英格尔芬根亲王弗雷德里希·路德维希和恩斯特·冯·吕歇尔的领导下分为三个半独立的军队。不伦瑞克公爵驻扎在爱尔福特，而霍恩洛厄亲王则部署在东部的鲁道尔施塔特附近，吕歇尔在战线的西端守住哥达和爱森纳赫，萨克森-魏玛-艾森纳赫大公卡尔·奥古斯特的部队向迈宁根行军以威胁法国的通讯线。符腾堡公爵欧根·腓特烈麾下的预备队驻守在马格德堡北部的哈雷。

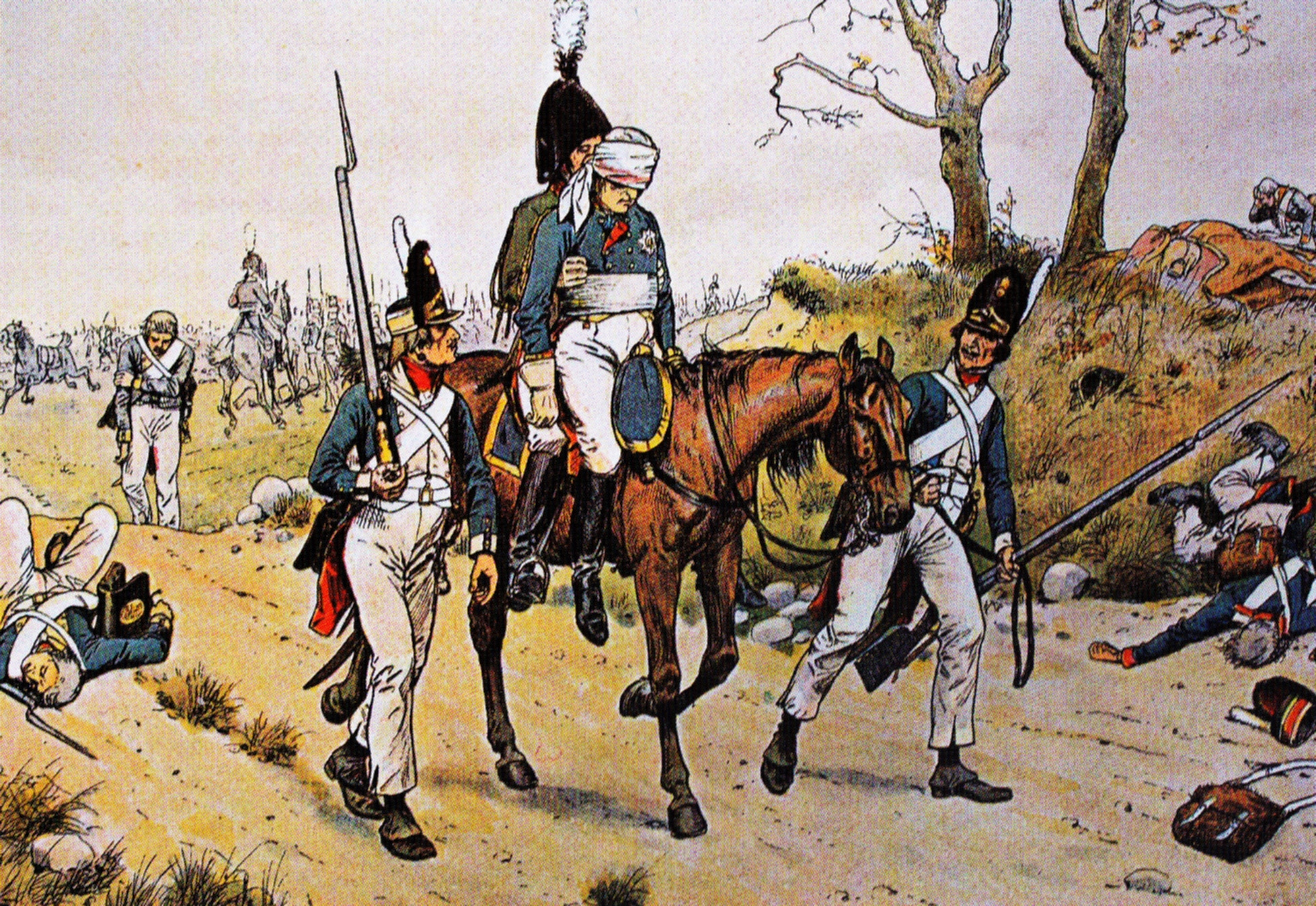
法军在耶拿-奥尔施泰特战役击溃了普鲁士军队

10月8日，拿破仑派出180,000名士兵穿越萨克森边境。他的部队由三个纵队组成，每个纵队两个军，外加帝国卫队、骑兵预备队和巴伐利亚盟军。10月9日，贝尔纳多特元帅的第一军团和若阿尚·缪拉元帅的骑兵部队在施莱茨战役中将博吉斯拉夫·弗里德里希·埃马努埃尔·冯·陶恩齐恩的部队击溃。第二天，让·拉纳元帅的第5军在萨尔费尔德战役中袭击了普鲁士路易·斐迪南王子由8,300人组成的军队，斐迪南王子阵亡，他的部队在遭受惨败后溃逃。

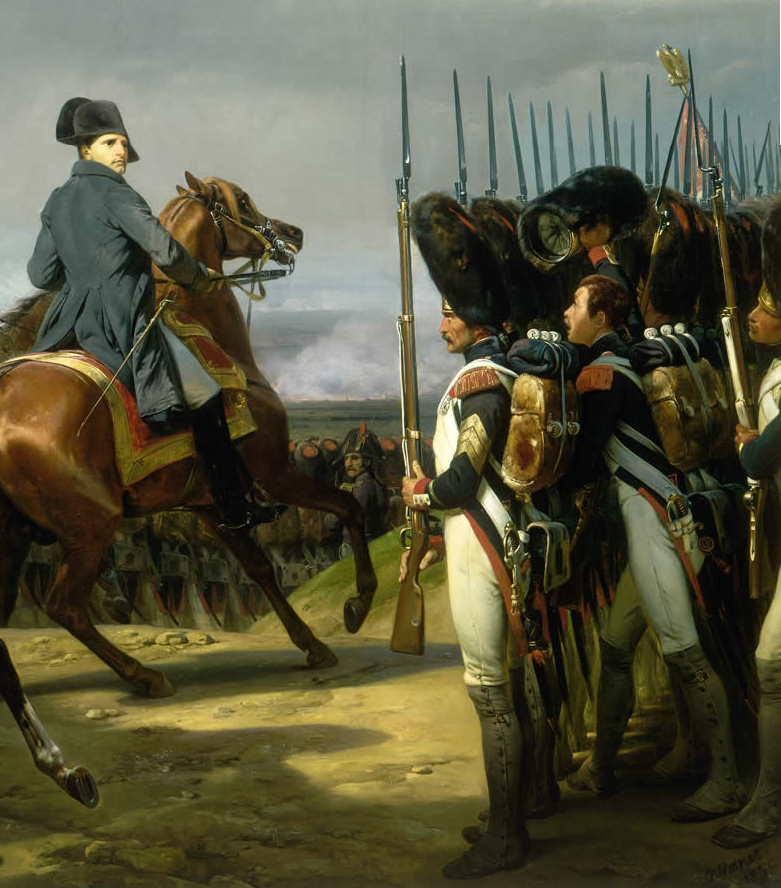
耶拿战场上的拿破仑

拿破仑确信他的敌人就在爱尔福特附近，因此他命令他的部队于10月12日向左形成钳形攻势。普军选择撤退，不伦瑞克公爵将把主力军从魏玛向北带到梅泽堡。吕歇尔得到的命令是守住魏玛，直到萨克森-魏玛大公带着麾下部队返回。10月14日，当拿破仑袭击霍恩洛厄，而不伦瑞克公爵遭遇路易·达武的第3军时，耶拿-奥尔施泰特战役爆发。普鲁士军队和吕歇尔的军团最终战败。不伦瑞克的军队伤亡13,000人，公爵本人受重伤，而霍恩洛厄和吕歇尔的联军损失多达25,000人。
当达武从瑙姆堡向奥尔施泰特进军时，贝尔纳多特和他的第1军并没有跟随，而是让第3军独自面对普鲁士主力部队。贝尔纳多特选择进军多恩贝格的决定在两场战斗后引起了争议。
直到战斗结束几天后，拿破仑才意识到有什么不对劲。从他的角度来看，第1军团早就应该到达事先指定的位置。10月21日，路易-亚历山大·贝尔蒂埃向贝尔纳多特发送了一条消息，指责他没有遵守与达武一起作战的命令。贝尔纳多特为自己辩护，且后来对帝国总部的搜索从未发现任何让贝尔纳多特与达武一起作战的指令。而路易-亚历山大·贝尔蒂埃于10月14日下达的命令明确表明拿破仑希望贝尔纳多特进军多恩贝格，此事最终不了了之。

## 战斗

### 法军编制

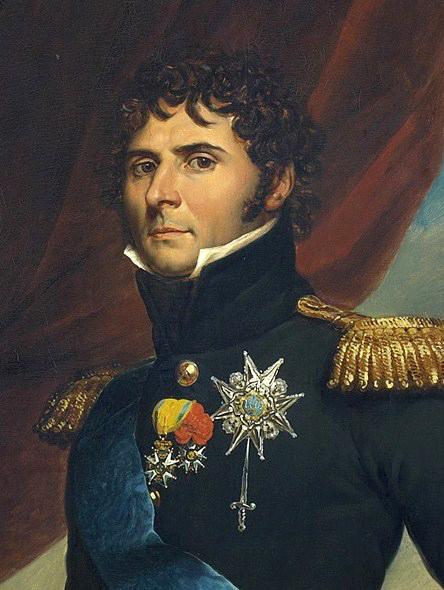
贝尔纳多特未能在先前的战役中支援达武的军队

在哈雷战役开始时，贝尔纳多特的第1军由19,014名步兵、1,580名骑兵和34门火炮组成。皮埃尔·杜邦·德莱唐率领约7,000人的第1师，奥利韦耶·马库·里沃·德·拉法尼埃率领约5,600人的第2师，让-巴蒂斯特·德鲁埃率领约5,800人的第3师，雅克·路易·弗朗索瓦·德莱斯特·德·蒂利则指挥第1军的骑兵旅，让·巴蒂斯特·埃布莱则指挥第1军的炮兵预备队。
第1师由马里·弗朗索瓦·鲁耶拥有3个营的第9轻步兵团，佛朗索瓦·德·哈维斯拥有12门火炮的第32和96线列步兵团组成。第2师包括米歇尔-马里·帕克托的第8轻步兵团，尼古拉·约瑟夫·迈松的第45和54线列步兵团。
第3师由贝尔纳-乔治-弗朗索瓦·弗雷尔的第27轻步兵团，弗朗索瓦·韦尔莱的第94和第95线列步兵团组成。雅克·路易·弗朗索瓦·德莱斯特·德·蒂利的骑兵旅由第2和第4轻骑兵团和第5骠骑兵团组成。炮兵预备队还备有12门火炮。

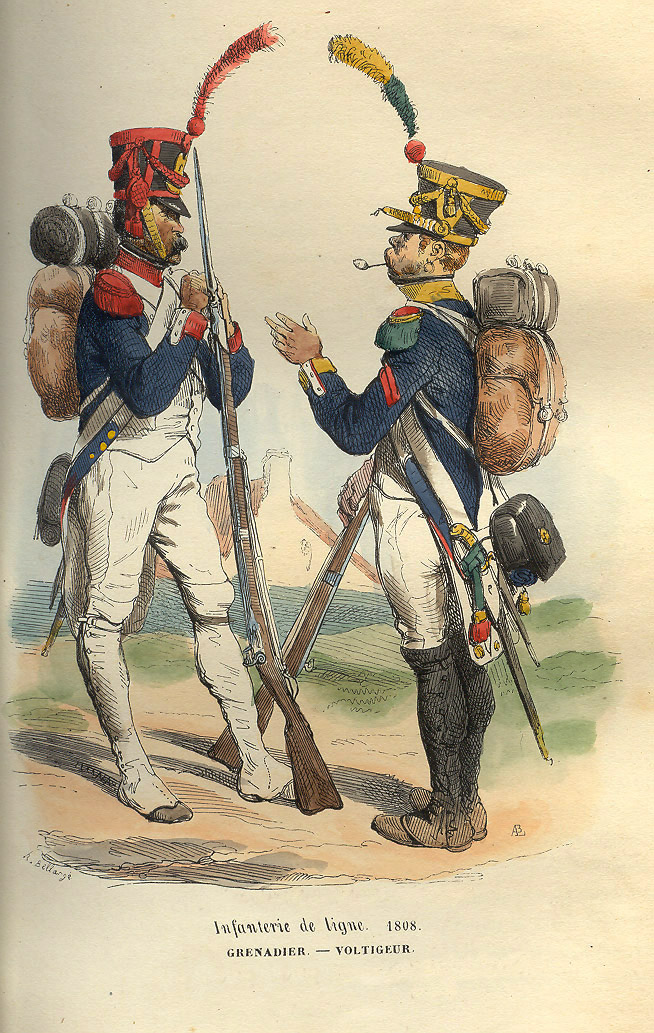
法军掷弹兵（左）和跳跃者（右）

### 战斗爆发

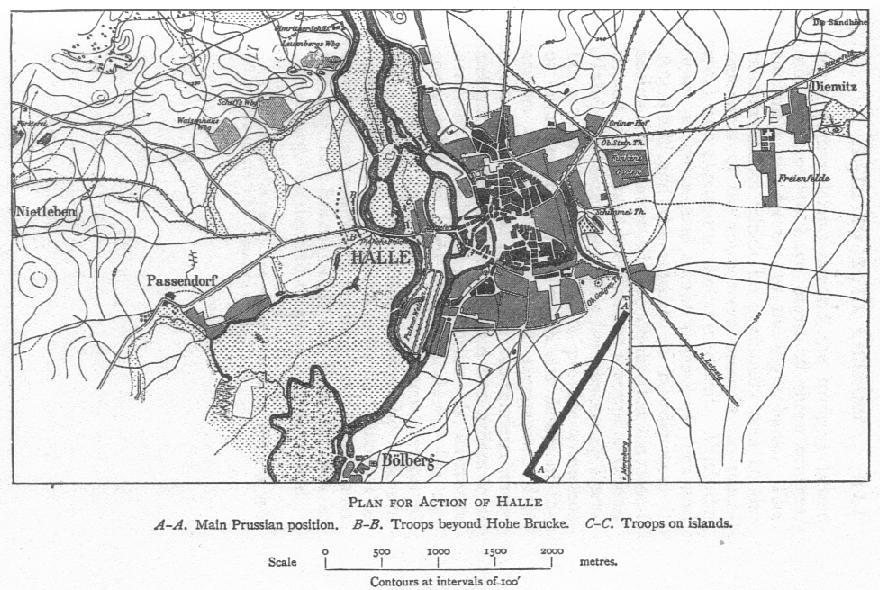
弗朗西斯·洛林·佩特（Francis Loraine Petre）描绘的哈雷地图

10月15日上午，拿破仑指示贝尔纳多特向巴特比布拉、奎尔富特和哈雷进军。到16日早上，贝尔纳多特的先遣部队已到达巴特比布拉以北约5公里处。当他听说普鲁士后备军位于哈雷时，他决定对其发起进攻。

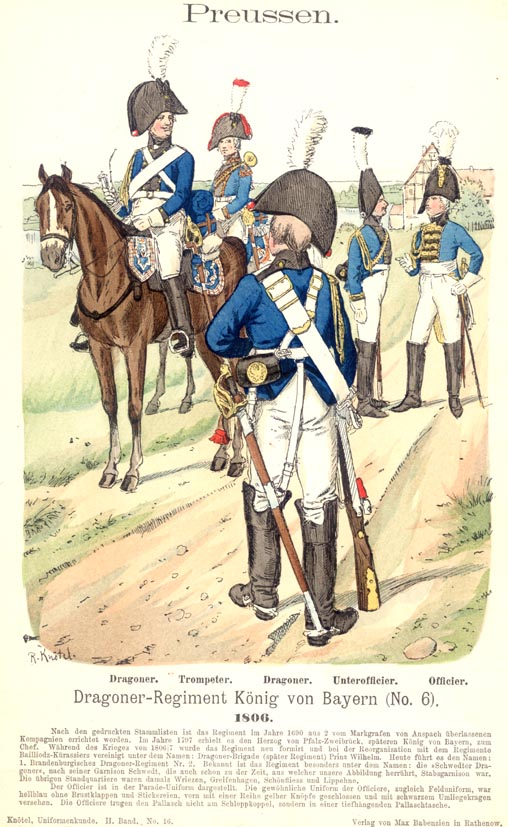
普鲁士龙骑兵

战役开始时，符腾堡公爵欧根·腓特烈在后备部队中召集了16,000名士兵。10月10日，当他向马格德堡进军时，新的命令指示他前往哈雷。13日，后备部队到达哈雷，一个营前往南部的梅瑟堡，另一个营前往莱比锡的东南部。

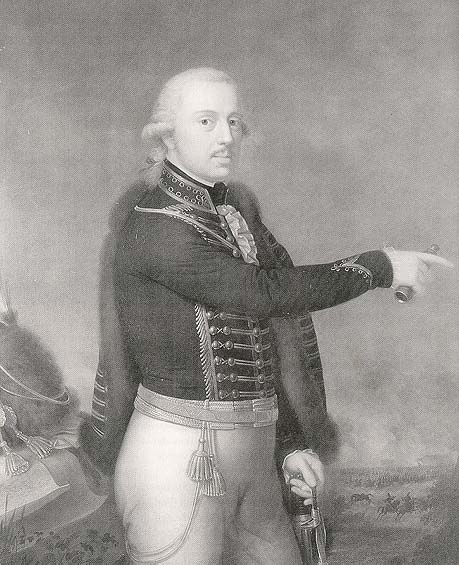
符腾堡公爵欧根·腓特烈

14日，欧根公爵接到命令留在哈雷，普军的主力部队撤退至他的方向，那天发生的正是耶拿-奥尔施泰特战役。直到15日晚，他才听说普军灾难性的失败。16日，欧根没有收到任何进一步的命令，于是他将梅瑟堡分遣队撤回哈雷。
前往莱比锡的部队也被召回，同时他派出一支分遣队在易北河上守住德绍。他将主力部署在哈雷南侧的高地上，战线从西北朝向城市。来自梅瑟堡的两个半营与一个龙骑团一起保卫哈雷东侧的桥梁。一支普军骠骑兵在哈雷以南萨勒河和魏瑟埃尔斯特河的交汇处，另有一个团位于哈雷西北偏西的艾斯莱本。

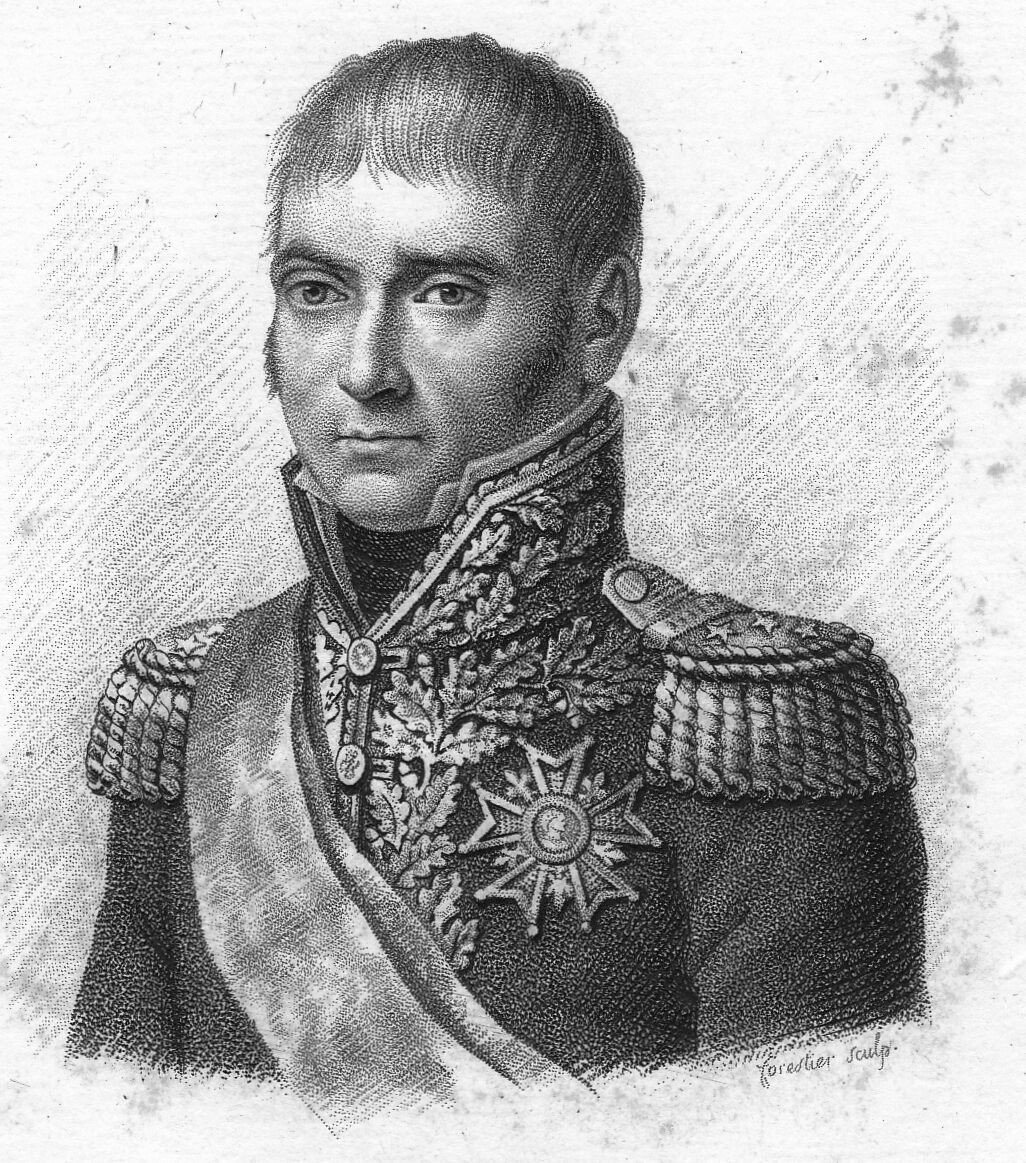
皮埃尔·杜邦·德莱唐

17日黎明前，贝尔纳多特的军团从奎尔福特出发，前往哈雷。不久，他收到情报，普鲁士军队正在从艾斯莱本逼近。他派遣德鲁埃的第3师去观察来自艾斯莱本的普军，然后带着杜庞的第1师和里沃尔的第2师向哈雷前进。
10月17日，符腾堡公爵欧根·腓特烈在哈雷部署了11,350名步兵、1,675名骑兵和58门大炮。而贝尔纳多特的部队有12,190名步兵1,000名骑兵和12门火炮。上午8时开始，法军的先遣卫队从西岸的帕森多夫牵制住了普军的龙骑兵团。作为回应，欧根公爵派出四个步兵连和两门火炮支援龙骑兵。另外五个连带着四门大炮保卫萨勒河的一个岛屿。大约在这个时候，欧根公爵由车队护送离开哈雷前往德绍。由于害怕法军就在身边，车队队员们惊慌失措地逃跑，放弃了许多辎重。

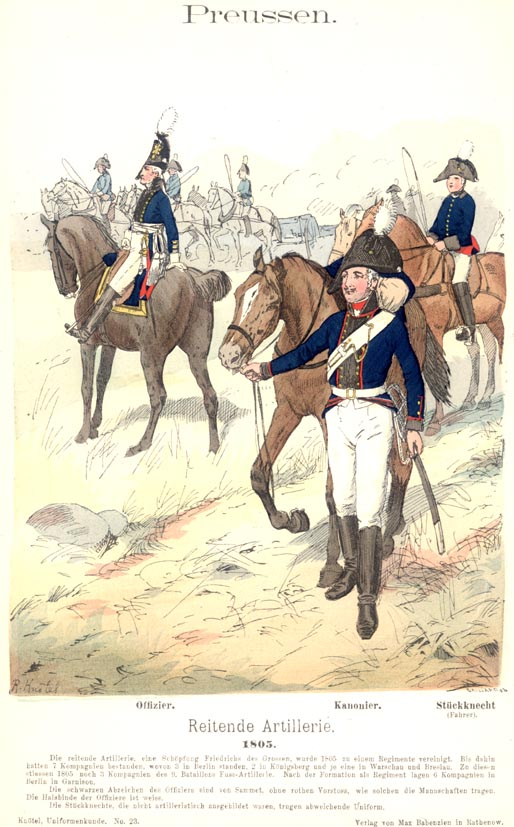
普鲁士骑兵

贝尔纳多特决定在上午10时进攻。他派杜庞的第32线列步兵团冲向桥梁，由9个轻装步兵营和三门火炮支援。法军沿着堤防的道路排成一列，成功冲破防线，夺取了第一座桥和岛屿。路两旁的普鲁士步兵被从桥上切断，成为俘虏。那些没有及时撤退的龙骑兵被迫游过河。在不到一个小时的时间里，杜庞的部队占领了三座桥梁和并俘虏了普军指挥官。法军接着冲进城里，在市中心的广场上击溃了一个普鲁士营，并把第二个营赶出了施泰因托河。很快哈雷就被法军占领。法国人在这里停下来等待贝尔纳多特的其他部队出现。
部署在哈雷东南部的欧根公爵发现自己处于一个尴尬的位置，他向北的撤退线一直延伸到哈雷东侧，于是他迅速将两个营向北转移，防止法军将他从德绍切断。法军方面，在杜庞第1师的支持下，法国人在施泰因索尔和加尔根索尔以及哈雷进行了临时防御。当里沃尔的第2师开始抵达时，由第8线列步兵团领导，全师进入了加尔根托河附近的防线。这使得杜庞能够将他的师和一个骠骑兵团聚集到北部靠近施泰因索尔的地方。法军随后化整为零继续向前推进，对普鲁士人进行了猛烈的骚扰性火力攻击。

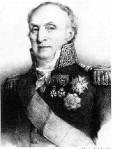
让·德鲁埃，第3师师长

最后，法军从哈雷涌出，对普军防线发起攻击。在城门之间，普鲁士守军用猛烈的炮火阻挡了法军的进攻。但在施泰因托尔和加尔根托尔，法军迅速占了上风并击退了普鲁士人。普鲁士骑兵部署在芬肯加滕以东，靠近施泰因索尔，在被侧翼包围之后只能向东北的莫茨利希撤退。欧根公爵的阵型一分为二，右翼向德绍撤退，左翼向比特费尔德撤退。普鲁士骑兵设法击退了拉巴茨附近的法国骑兵， 但被德鲁埃新抵达的第94线列步兵团赶走。法国人将普军左翼追到比特费尔德，普鲁士人在那里设法烧毁了穆尔德河上的桥梁。
普军的卡尔·彼得·冯·特雷斯科夫少将和他的团在尼特尔本发现了被德鲁埃师封锁的公路，于是试图移动到多劳森林以北到达哈雷。当他接近哈雷桥时，尼古拉·约瑟夫·迈松和第8线列步兵团的几名步兵发现了普军的行踪，直到德鲁埃的大部队赶到现场。普鲁士人左翼部署在萨勒河上，右翼部署在一个葡萄园里。德鲁埃相信他有足够的部队来对付特雷斯科夫，于是派出第94线列步兵团和第5骑兵师去帮助杜庞和里沃尔。然后，他用第27轻骑兵团、第95线列步兵团和两门大炮袭击了普军。
德鲁埃留下的阻击部队阻止了特雷斯科夫从多劳森林逃跑。特雷斯科夫只能沿着西岸向北撤退。在克罗尔维茨附近，普鲁士军队越过一片沼泽地并失去了所有的大炮，陷入了混乱。不久之后，德鲁埃突袭倒霉的特雷斯科夫团，在造成200人伤亡后迫使其投降。

## 战果
据普军的报告，有13名军官阵亡，26名军官受伤，74名被俘。总共有大约5,000名普鲁士士兵被杀、受伤或被俘。特雷斯科夫团和11门火炮，以及众多营级单位被法军俘虏。贝尔纳多特承认约有800名法军阵亡和受伤。
历史学家迪格比·史密斯写道，欧根公爵“在哈雷浪费了太多时间”。弗朗西斯·洛林·佩特（Francis Loraine Petre）指责欧根的防守“半心半意和脱节”并写道，他在哈雷以南的防守位置“选择不当”，其撤退路线暴露在法军眼前。保卫桥梁的部队太少，招致最终失败，普鲁士人应该烧毁桥梁并控制东岸。普军的上策是欧根公爵撤退到马格德堡，在那里他完整的军团可为支离破碎的主力部队提供一个集结点。相反，普军的预备队在哈雷损失了一半。
10月18日，贝尔纳多特让他的部队进行休整，法军在28公里的行军及一场大战后筋疲力尽。普军的残兵在罗斯劳越过易北河，最终进入马格德堡。

## 脚注
1. 1 2 3 4 5 6  Bodart 1908，第374頁.
2. 1 2  Petre 1993，第193頁.
3. 1 2  Petre 1993，第206頁.
4. 1 2 3 4  Petre 1993，第210頁.
5. ↑  Chandler 1966，第443頁.
6. ↑  Chandler 1966，第447頁.
7. 1 2  Chandler 1966，第449-450頁.
8. ↑  Chandler 1966，第456頁.
9. ↑  Chandler 1966，第459頁.
10. ↑  Chandler 1966，第467-468頁.
11. ↑  Petre 1993，第84-85頁.
12. ↑  Chandler 1966，第470-471頁.
13. ↑  Chandler 1966，第472-473頁.
14. ↑  Petre 1993，第139頁.
15. ↑  Chandler 1979，第214-216頁.
16. ↑  Barton 1921，第133頁.
17. ↑  Acton 1906，第227頁.
18. ↑  Dunn-Pattinson 1909，第81頁.
19. ↑  Barton 1921，第156頁.
20. ↑  Petre 1993，第74頁.
21. ↑  Smith 1998，第231頁.
22. 1 2 3 4 5  Smith 1998，第226-227頁.
23. ↑  Smith 1998，第230頁.
24. ↑  Petre 1993，第201頁.
25. 1 2  Petre 1993，第202頁.
26. 1 2  Petre 1993，第203-204頁.
27. ↑  Petre 1993，第205頁.
28. 1 2  Petre 1993，第207頁.
29. 1 2 3  Petre 1993，第208頁.
30. 1 2  Petre 1993，第209頁.
31. 1 2  Petre 1993，第211頁.

## 延伸阅读
- Chandler, David. . Weidenfeld and Nicolson. 1966.
- Chandler, David. . London : Arms and Armour Press. 1979.
- Petre, F. Loraine. . John Lane company. 1914.